# Chris Kelly
Christopher Kelly (Sacramento, 7 settembre 1983) è un autore televisivo, sceneggiatore, regista e produttore televisivo statunitense.

## Biografia
Chris Kelly è nato e cresciuto a Sacramento, in California. Ha frequentato e si è diplomato presso la Sheldon High School di Vineyard. Successivamente, ha studiato all'Università della California - Irvine. Ha iniziato a lavorare come sceneggiatore e regista presso Funny or Die, lavorando al programma Onion News Network, vincitore del Peabody Award nel 2009. Successivamente, si è esibito all'Upright Citizens Brigade Theatre di New York con il suo spettacolo Chris Kelly: America's Princess Diana, oltre ad aver scritto, diretto e interpretato la pièce Oh My God, I Heard You're Dying!. Nel 2011 si è unito al team di autori del Saturday Night Live, lavorando principalmente con Sarah Schneider agli sketch di Aidy Bryant e Kate McKinnon. Dal 2014 al 2016 ha scritto e prodotto la serie di Comedy Central Broad City. Nel 2016 ha debuttato come regista cinematografico, dirigendo Jesse Plemons e Molly Shannon in Other People, presentato in anteprima al Sundance Film Festival 2016. Dal 2019 al 2023, è stato co-autore on Sarah Schneider della serie The Other Two, prodotta tra gli altri da Lorne Michaels. 

## Filmografia

### Sceneggiatore

#### Cinema
- Other People, regia di Chris Kelly (2016)

#### Televisione
- 27 Kidneys - programma TV, 1 episodio (2008)
- UCB Comedy Originals - programma TV, 18 episodi (2008-2014)
- Onion News Network - serie TV, 78 episodi (2009-2011)
- This Show Will Get You High, regia di Eric Appel - film TV (2010)
- Saturday Night Live - programma TV, 88 episodi (2011-2020)
- Animated Stories - programma TV, 1 episodio (2012)
- Saturday Night Live: Weekend Update Thursday - programma TV, 5 episodi (2012-2017)
- Saturday Night Live: Best of This Season, regia di Don Roy King - speciale TV (2014)
- Broad City - serie TV, 3 episodi (2014-2016)
- Saturday Night Live: 40th Anniversary Special, regia di Don Roy King - speciale TV (2015)
- The Other Two - serie TV, 30 episodi (2019-2023)

#### Cortometraggi
- Family Radio's Rapture Bucket List with Adam Pally, regia di Chris Kelly (2011)
- Future First Lady Callista Gingrich, regia di Chris Kelly (2011)
- A Public Statement from Anthony Weiner's Penis, regia di Chris Kelly e Adam McKay (2011)
- John Edwards Mug Shot Outtakes, regia di Chris Kelly e Nick Corirossi (2011)
- Mob Wives, regia di Chris Kelly (2011)
- Dan Savage's New Threat to Rick Santorum, regia di Chris Kelly (2011)
- Bachelorette Ashley Is Single Again, regia di Chris Kelly (2011)
- The Vote-Off, regia di Chris Kelly (2011)
- Child Star Psychologist, regia di Stoney Sharp (2011)
- Aubrey Plaza Hates Her Aunt Debra, regia di Chris Kelly (2013)
- Darby Forever, regia di Oz Rodriguez (2016)

### Regista

#### Cinema
- Other People (2016)

#### Televisione
- UCB Comedy Originals - programma TV, 8 episodi (2009-2011)
- Onion News Network - serie TV, 4 episodi (2010)
- Crashing - serie TV, 2 episodi (2017)
- The Other Two - serie TV, 14 episodi (2019-2023)

#### Cortometraggi
- Family Radio's Rapture Bucket List with Adam Pally (2011)
- Future First Lady Callista Gingrich (2011)
- A Public Statement from Anthony Weiner's Penis, co-regia con Adam McKay (2011)
- John Edwards Mug Shot Outtakes, co-regia con Nick Corirossi (2011)
- Mob Wives (2011)
- Dan Savage's New Threat to Rick Santorum (2011)
- Bachelorette Ashley Is Single Again (2011)
- The Vote-Off (2011)
- Aubrey Plaza Hates Her Aunt Debra (2013)

### Produttore
- Broad City - serie TV, 12 episodi (2014-2016)
- Saturday Night Live Christmas Special - programma TV, 1 episodio (2016)
- The Other Two - serie TV, 30 episodi (2019-2023)

### Attore

#### Cinema
- I Love N.Y., regia di Gianni Bozzacchi (1987)
- A Star Is Born, regia di Bradley Cooper (2018)

#### Televisione
- 27 Kidneys - programma TV (2008)
- UCB Comedy Originals - programma TV, 9 episodi (2008-2014)
- CollegeHumor Originals - serie TV, 2 episodi (2011-2012)
- Broad City - serie TV, episodio 1x09 (2014)

#### Cortometraggi
- 24/7 Blake Griffin: Intern, regia di Oz Rodriguez e Matt Villines (2011)
- Fight of the Griffin, regia di Scott Gairdner e Blake Griffin (2011)
- The End of 'Sluggers', regia di Danny Jelinek (2011)

### Montatore
- UCB Comedy Originals - programma TV, 3 episodi (2009)

## Riconoscimenti
- Premio Emmy
  - 2012 - Candidatura alla miglior sceneggiatura per un varietà per Saturday Night Live
  - 2013 - Candidatura alla miglior sceneggiatura per un varietà per Saturday Night Live
  - 2013 - Candidatura alla miglior sceneggiatura per uno speciale varietà per Saturday Night Live: Weekend Update Thursday
  - 2014 - Candidatura alla miglior canzone per Home for the Holidays (Saturday Night Live)
  - 2015 - Candidatura alla miglior sceneggiatura per uno speciale varietà per Saturday Night Live: 40th Anniversary Special
  - 2016 - Candidatura alla miglior sceneggiatura per un varietà per Saturday Night Live
  - 2017 - Candidatura alla miglior sceneggiatura per un varietà per Saturday Night Live
  - 2023 - Candidatura alla miglior sceneggiatura per una serie commedia per The Other Two
  - 2024 - Candidatura alla miglior sceneggiatura per una serie commedia per The Other Two